# Акимова, Татьяна Михайловна
Татья́на Миха́йловна Аки́мова (25 декабря 1898 (6 января 1899), Саратов — 18 апреля 1987, Пенза) — советский фольклорист, литературовед, этнограф и краевед, доктор филологических наук (1966), профессор СГУ им. Н. Г. Чернышевского. В 1981 — создавала, а затем руководила кабинетом-лабораторией фольклора (в 1987 решением Учёного совета филологического факультета СГУ им. Н. Г. Чернышевского кабинету-лаборатории присвоено имя профессора Т. М. Акимовой). С 1920 по 1940 год работала в Саратовском государственном областном музее краеведения: заведующей чувашским отделом этнографического музея Саратовского края, научным сотрудником музея города, заведующей отделом музея краеведения. В разные годы преподавала в Саратовском педагогическом институте, институте повышения квалификации и переподготовки работников образования и читала лекции в саратовском отделении Общества «Знание».

## Биография
Начальное образование получила в семье, затем поступила и окончила с золотой медалью Первую женскую гимназию Саратова. В 1918 г. поступила в Саратовский университет на славяно-русское отделение историко-филологического факультета. Её преподавателями в период обучения в университете были Б. М. Соколов, В. М. Жирмунский, С. Л. Франк, Н. К. Пиксанов, Н. Н. Дурново, П. Г. Любомиров, А. П. Скафтымов и др. Университет окончила в 1924 году.

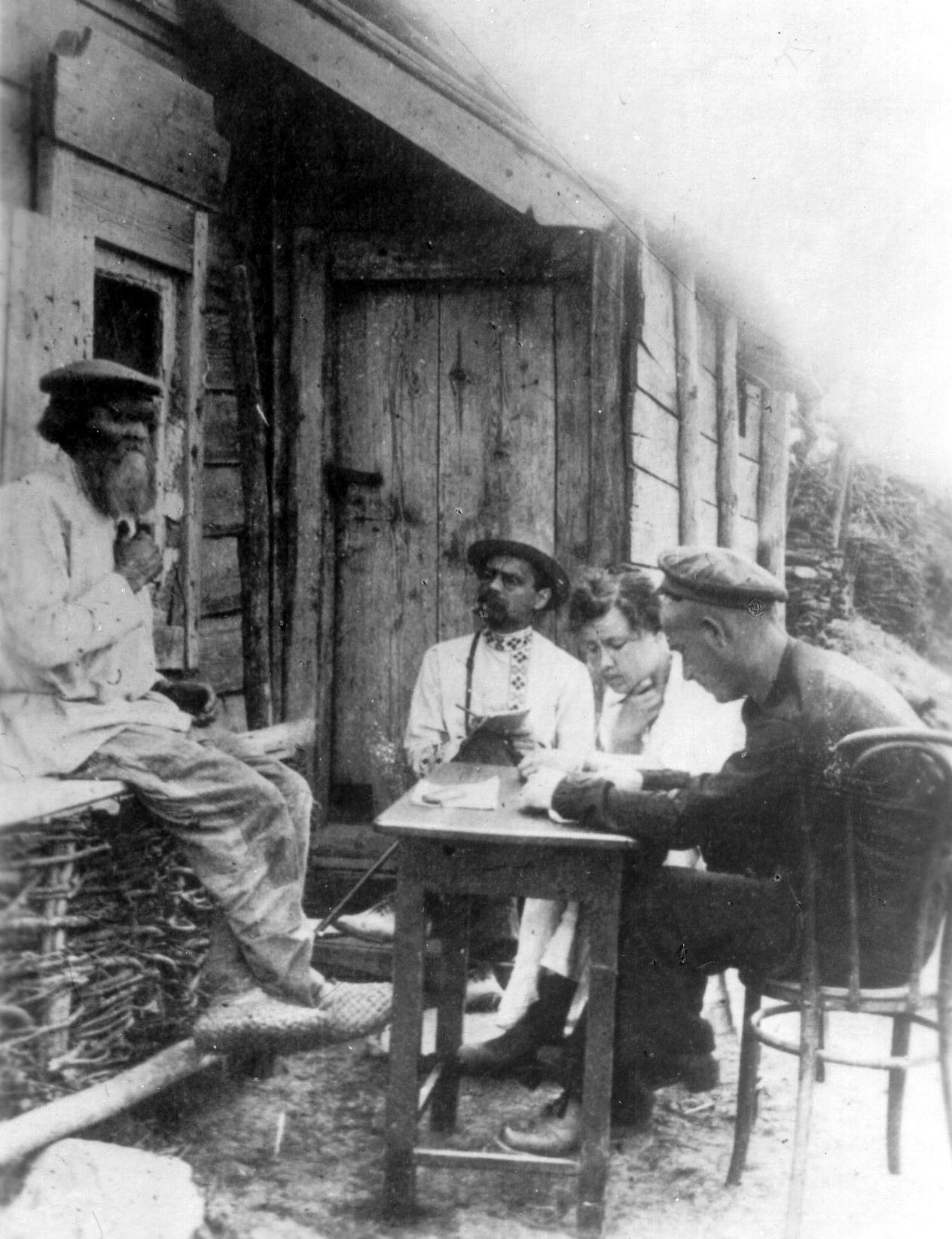
В фольклорной экспедиции начала 1920-х годов

Как ближайшая ученица, Татьяна Михайловна Акимова, стала коллегой Б. М. Соколова по работе в музее и в фольклорных экспедициях. В науку вступила в 1922 году как автор серии этнографических работ о саратовских чувашах и историческом прошлом Саратова.
Исследования Т. М. Акимовой эволюции женского костюма, вышивки, головного убора, культа чувашского божка Ириха и сегодня остаются востребованными (переиздаются) и высоко оцениваются учеными Чувашской республики России.
Педагогическая деятельность Татьяны Михайловны начинается с 1938 года в стенах сначала Саратовского педагогического института, а затем Саратовского университета.
В 1943 году без прохождения аспирантуры Т. М. Акимова написала и защитила кандидатскую диссертацию на тему «Народная драма о войне 1812 года, её источники и значение в истории изучения народной драмы» в Учёном совете эвакуированного в Саратов Ленинградского университета. В диссертационном исследовании детальному изучению (описанию) был подвергнут уникальный саратовский текст комедии «Как француз Москву брал». Эта работа позволила ввести в научный оборот ранее неизвестные страницы истории солдатского театра.
В 1964 году защитила докторскую диссертацию на тему «Русские удалые песни в устном бытовании и художественной литературе конца XVIII — первой половины XIX века» в Институте русской литературы (Пушкинский Дом) АН СССР.
В 1966 г. утверждена в степени доктора филологических наук и в этом же году стала профессором.
В 1986 году передала свою личную библиотеку в дар Зональной научной библиотеке Саратовского университета.

## Научная и преподавательская деятельность
В сферу научных интересов Т. М. Акимовой входили:
- Устное народное поэтическое творчество;
- История древнерусской литературы;
- История русской литературы XIX—XX веков;
- История русской поэзии XIX—XX веков;
- Вопросы творчества (фольклоризм) А. С. Пушкина, А. В. Кольцова, Н. Г. Чернышевского, А. Н. Островского, П. П. Бажова;
- Взаимодействие литературы и фольклора;
- Краеведение;
- Этнография;
- Проблемы филологического образования.

В разные годы Татьяна Михайловна Акимова читала курсы лекций по устному народному творчеству, русскому фольклору, истории древнерусской литературы, литературному краеведению, истории детской литературы, специальные курсы о литературной песне, о лирической песне в народном репертуаре, о южнославянском эпосе и др. Под её руководством на филологическом факультете работал спецсеминар «Устное народное творчество», литературоведческий аспирантский семинар и кружок по фольклористике.
Акимова Т. М. — автор ряда научных работ.
Исследовательская работа Т. М. Акимовой шла параллельно с экспедиционно-собирательской. На основе материалов собранных в фольклорных экспедициях Татьяна Михайловна подготовила сборники, которые стали классикой фольклористической науки. Например: «Сказки Саратовской области» (Саратов, 1937) — совместно с П. Д. Степановым, «Фольклор Саратовской области» (Саратов, 1946), «Сказы о Чапаеве» (Саратов, 1951), «Сказы и песни о Чапаеве» (Саратов, 1957).
Она была членом редколлегии (соредактором) межвузовского научного сборника «Фольклор народов РСФСР/России» (1974—1986).
Т. М. Акимова публиковалась в авторитетных изданиях Академия наук СССР. Из-под её пера в соавторстве с В. А. Бахтиной и В. К. Архангельской вышла книга, рекомендованная для вузов страны, «Русское народное поэтическое творчество»(М. : Высшая школа, 1983).
Ею были подготовлены два семинария: «Пушкин и фольклор» (опубликован в 2000 г.) и «Семинарий по народному поэтическому творчеству» (Саратов, 1957) .
Монографические работы Татьяны Михайловны стали классикой фольклористической науки и, в настоящее время, находятся в активном учебном и научно-исследовательском обращении не только в России, но и за рубежом. Ряд исследований Т. М. Акимовой стали составными частями электронных коллекций университетов Европы и США. Это прежде всего — «О поэтической природе народной лирической песни»
(Саратов, 1966), «Очерки истории русской народной лирической песни» (Саратов, 1977) и «Русская народная лирическая песня : очерки истории жанров» (Саратов, 1987). Совместно с В. К. Архангельской изданы: «Революционная песня в Саратовском Поволжье : очерки исторического развития» (Саратов, 1967), «Песни, сказки, частушки Саратовского Поволжья» (Саратов, 1969). Работа «О жанровой природе русских удалых песен» была высоко оценена коллегами и вошла в академическое издание «Русский фольклор : материалы и исследования» (М. ; Л., 1960. С. 183—199) .
Важное место в творческом наследии Т. М. Акимовой принадлежит работам, осмысливающим взаимодействие литературы с устным народным поэтическим творчеством. Это направление отразилось в целом ряде статей, опубликованных в различных изданиях и собранных в сборник статей «О фольклоризме русских писателей» (Саратов, 2001) .

## Культурно-просветительская деятельность
Татьяна Михайловна Акимова всегда охотно выступала с лекциями и беседами в саратовских школах, библиотеках, музеях. Была неизменной деятельной участницей, научным консультантом и соорганизатором научных конференций и других мероприятий, посвящённых краеведению, фольклористике и этнографии Саратовского государственного областного музея краеведения и его филиала — музея этнографии.
Татьяна Михайловна многие годы собирала свою личную библиотеку. В 1986 году она передала её в состав фонда Зональной научной библиотеки Саратовского университета. В настоящее время коллекции Т. М. Акимовой в составе фонда ЗНБ СГУ присвоен статус «ФЕДЕРАЛЬНЫЙ» среди коллекций книжных памятников Российской Федерации.

## Основные труды
- Саратовские чуваши. Саратов: тип. Саризолятора, 1928.
- Сказки Саратовской области / Сборник сост. Т. М. Акимова П. Д. Степанов. Саратов: Сарат. обл. изд., 1937.
- Семинарий по народному поэтическому творчеству: [Для ун-тов]. Саратов: Изд-во Сарат. ун-та, 1959.
- О поэтической природе народной лирической песни. Саратов: Изд-во Саратовского ун-та, 1966.
- Революционная песня в Саратовском Поволжье: Очерки ист. развития. Саратов: Изд-во Сарат. ун-та, 1967 (в соавт. с В. К. Архангельской).
- Очерки истории русской народной песни. Саратов: Изд-во Сарат. ун-та, 1977.
- О фольклоризме русских писателей: Сб. ст. / отв. ред. Ю.Н. Борисов. Саратов: Изд-во Сарат. ун-та, 2001[2].